# Orenaia alpestralis
Orenaia alpestralis är en fjärilsart som beskrevs av Fabricius 1787. Orenaia alpestralis ingår i släktet Orenaia och familjen Crambidae. Inga underarter finns listade i Catalogue of Life.